# بانکداری اسلامی

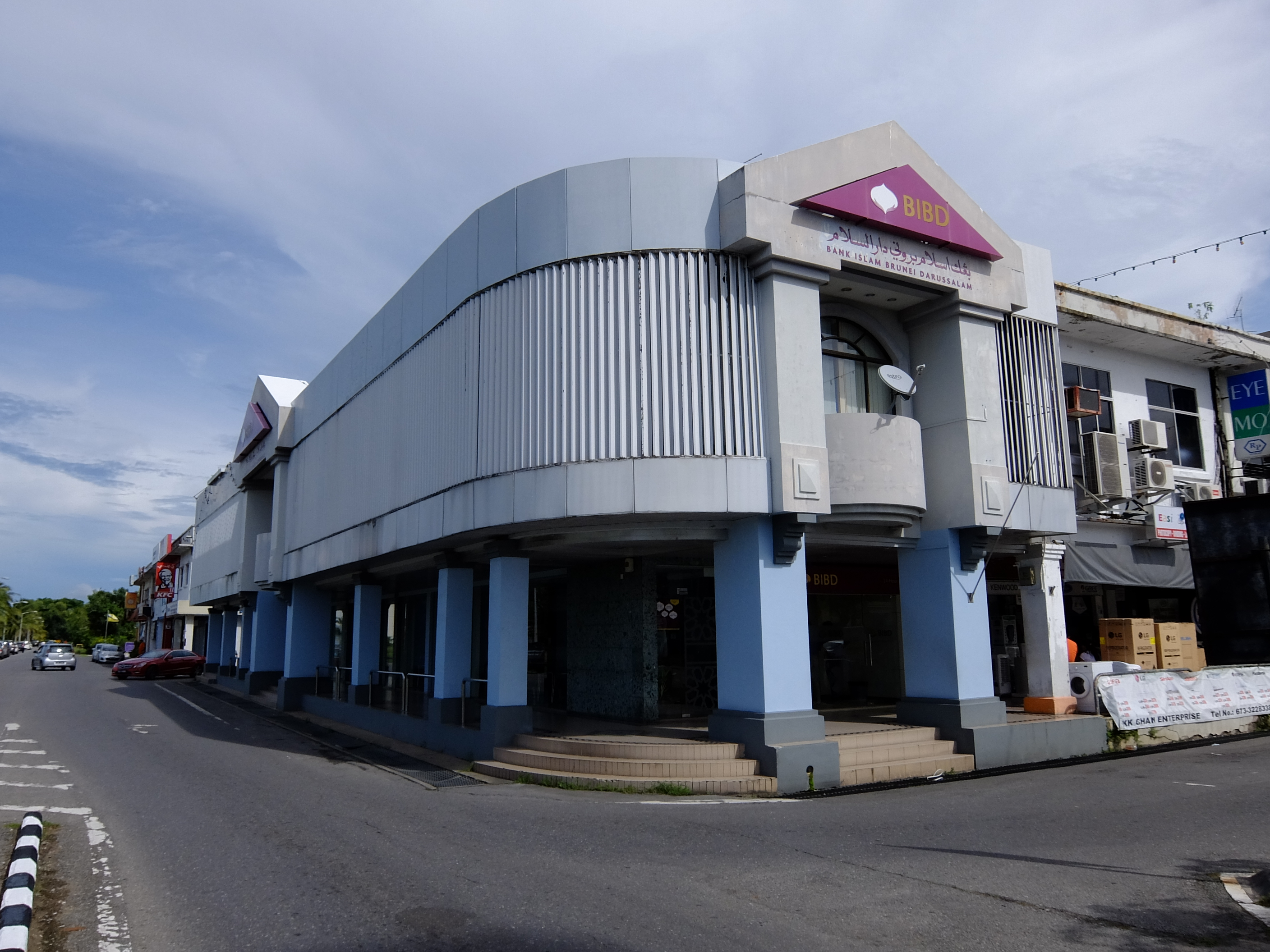
یک بانک اسلامی در برونئی

بانکداری اسلامی نوعی فعالیت بانکی است که با احکام اسلام (به‌ویژه مقرراتی برای مقابله با ربا و رباخواری) همخوانی دارد و در قالب اقتصاد اسلامی تعریف می‌شود.
بانک نهادی حقوقی است که عملیات‌های پولی، مالی و اعتباری را بر عهده دارد. بانکداری نیز عبارت است از ارائه خدمات و عملیات بانکی مانند سپرده‌پذیری، نقل و انتقال پول، سرمایه و اوراق بهادار اشخاص حقیقی و حقوقی و به‌کارگیری آن، وصول مطالبات اسنادی، صدور بروات و حواله‌های تجاری، اعطاء و توزیع اعتبارات و وام به اشخاص حقیقی و حقوقی، تأمین اعتبار در جهت توسعهٔ بازرگانی، کشاورزی و صنعت، خرید و فروش فلزات قیمتی و ارز، انتشار اسکناس و اوراق بهادار و تنظیم حجم پولِ در گردش و اجرای سیاست پولی و کنترل حجم اعتبارات.
حال اگر بخواهیم این خدمات و فعالیت‌ها را طبق قوانین اسلام مدیریت و اجرا کنیم، «بانکداری اسلامی» پدید می‌آید. لفظی که مفهومی نسبی را بیان می‌کند: هرچه بانکداری به نظرات اسلام نزدیکتر باشد، بیشتر اسلامی است. اتصاف «بانکداری» به صفت «اسلامی»، بانکدار را ملزم می‌کند تا قوانین اسلامی در فعالیت‌ها و خدمات مانند اجتناب از ربا یا توزیع اعتبارات و به‌کارگیری سرمایه در موضوعات حرام مانند تولید و فروش هرگونه جنس حرام را رعایت کند.

## تاریخچهٔ بانکداری اسلامی
در طول دوران طلایی اسلام، سرمایه‌داری و بازار آزاد به شکلی ابتدایی در دستگاه خلافت وجود داشت و در فاصلهٔ قرن‌های ۸ ام تا ۱۲ ام، اقتصاد بازار و مکتب سوداگری توسعه یافت به گونه‌ای که برخی به آن عنوان «سرمایه‌داری اسلامی» را نسبت می‌دهند. اقتصاد پولی آن دوران بر پایهٔ این بود که ارز دینار به صورت گسترده‌ای در گردش باشد و به این ترتیب منطقه‌هایی که درگذشته از نظر اقتصادی مستقل بودند را در این موضوع درگیر می‌کردند. تاریخی‌ترین نوع بانک اسلامی، موسسات یا صندوق‌های قرض‌الحسنه هستند که در قرآن از آن یاد شده.

## بانکداری اسلامی
بانکداری یا فعالیّت بانکی است که مطابق قوانین دین اسلام (فقه اسلام) است و کاربرد عملی آن در توسعهٔ اقتصاد اسلامی است. فقه اسلامی، اجازه نمی‌دهد که برای دریافت وام، بهره‌ای (به شرطی که از پیش تعیین شده باشد) پرداخت شود (در اصطلاح فقهی به آن ربا می‌گویند). همچنین از نظر دین اسلام، سرمایه‌گذاری در تجارتی که فراهم‌کنندهٔ سود یا خدمتی باشد ولی با قوانین اسلام ناسازگار باشد نیز ممنوع (حرام) است. بانک داری طبق قوانین اسلام می‌تواند حالات متفاوت داشته باشد. اهل تشیع و اهل تسنن می‌توانند شرایط و قوانین کاملاً متفاوتی را برای بانک‌ها وضع کنند. فتوای مراجع تقلید نقش بزرگی در سیستم بانک داری ایران بازی می‌کند. به عنوان مثال می‌توان قوانین کارت اعتباری را یاد کرد که در برخی مجامع اسلامی ممنوع ولی تحت شرایطی در ایران مجاز است. امروزه می‌توان گفت که با راه اندازی بورس اوراق بهادار در ایران و همکاری و مراودات بانک‌ها با این سازمان، تفاوت خدماتی و عملیاتی بین بانک‌های ایران و دیگر کشورهای جهان عمدتاً وجود ندارد، مگر خط قرمز‌هایی که در پایین آورده شده.

### نظام بانکی بدون ربا
بر این اساس که در فقه اسلامی دریافت پول اضافی از وام‌گیرنده ربا و حرام است، مجلس شورای اسلامی ایران در سال ۱۳۶۲ قانونی را با عنوان قانون عملیات بانکی بدون ربا تصویب کرد که از سال ۱۳۶۳ اجرایی شد. بر طبق این قانون در خصوص رفع حرمت ربای قرضی در سپرده‌گذاری و اخذ سود اینطور آورده شده که سپرده‌گذاری در بانک، تحت عقد قرض نباشد، بلکه تحت عقودی دیگر مانند وکالت باشد. به این صورت که سپرده گذار، پول خود را تحت عقد وکالت در اختیار بانک قرار می‌دهد و بانک نیز به عنوان وکیل پول را به چرخه اقتصاد وارد کرده و در اموری مانند مضاربه، اجاره به شرط تملیک، معاملات اقساطی، مزارعه، مساقات و … استفاده می‌کند و در نتیجه، از این تجارت‌ها سودی حاصل می‌کند. در نهایت بانک به عنوان وکیل، حق‌الزحمه خود را از سود کسر کرده و مابقی را به مشتری تحویل می‌دهد.
پس در بانک‌های اسلامی شخص سپرده‌گزار بانک را وکیل خود می‌داند تا سرمایه‌گذاری کند و سود معامله را به او بدهد؛ لذا سود علی‌الحساب را در موعد روزانه، ماهانه یا سالانه پرداخت می‌کند. اما سود قطعی را پس از گذشت مدت کامل معامله و محاسبات دقیق، پرداخت می‌کند؛ و بانک به عنوان عامل، حق عاملیت و وکالت برمی‌دارد.
اما در مورد اخذ وام و قرض از بانک و پرداخت سودِ مازاد بر اصل پول، در بانکداری بدون ربا، بانک‌ها از عقود متفاوتی مانند جعاله، مضاربه و … استفاده کرده و شخص وام‌گیرنده را به مشارکت گرفته و پول را به مضاربه و … می‌دهند. در نتیجه، وام‌گیرنده مقداری از سود حاصل از مضاربه و … را اضافه بر اصل وام به بانک تحویل می‌دهد. ضمن این که این عقود تابع قوانین خاص همان عقود نیز می‌باشد.
در نوع دیگر اینطور آورده شده که بانک به جای تحویل پول به شخص وام‌گیرنده، جنس را می‌خرد و به شخص وام‌گیرنده به‌طور نسیه می‌فروشد. در این صورت، در واقع بانک پولی را به شخص نداده که مازاد گرفته باشد، بلکه جنسی را به شخص فروخته‌است. همین‌طور انواع دیگری نیز در قانون بانکداری بدون ربا آمده‌است.
پس در این موارد هم مانند سپرده‌ها و وام‌های قرض الحسنه، ربای حرامی وجود ندارد. البته حکم صحت در صورتی است که شرایط و قراردادهایی که تفصیل آن گذشت، به شکل واقعی بین دو طرف بانک و مشتری صورت پذیرد، نه صرفاً به شکل صوری و امضا در برگه‌هایی که چندان اطلاعی از محتویات آن نیست.
به‌طور کلی طبق این قانون، بانک‌های جمهوری اسلامی اعطای تسهیلات بانکی از راه یازده عقد اسلامی مجاز انجام می‌شود. این عقود مجاز عبارتند از:
1. قرض‌الحسنه
2. مضاربه
3. مشارکت مدنی: در این قرار بازرگانی دو چند شخص حقیقی یا حقوقی (مانند بانک) به منظور ایجاد سود، سرمایه‌های نقدی یا جنسی خود را به شکل مشاع در هم می‌آمیزند
4. مشارکت حقوقی: در این قرارداد بانک برای شریک‌شدن در سود شرکت‌ها، سرمایهٔ شرکت‌های سهامی جدید را تأمین می‌کند یا قسمتی از سهام شرکت‌های سهامی موجود را می‌خرد
5. فروش اقساطی: بانک به درخواست کتبی مشتری، ماشین‌آلات یا تأسیساتی که عمر مفیدشان بیش از یک سال باشد را خریداری می‌کند و به صورت قسطی به او می‌فروشد
6. قرارداد سلف: به پیش‌خرید محصولات آیندهٔ بنگاه‌های تولیدی توسط بانک می‌گویند. این قرارداد ازناحیه فروشنده پیش فروش یاقرارداد سلم نامیده می‌شود.
7. اجاره به شرط تملیک: بانک مورد اجاره را تهیه می‌کند و در اختیار مشتری قرار می‌دهد و در صورت عمل به تعهدات از جانب مشتری، در پایان مدت اجاره مشتری مالک عین مال مورد نظر خواهد شد
8. جعاله: به تعهد کارفرما به پرداخت اجرت معین در مقابل عمل مشخص کارگزار گفته می‌شود
9. مزارعه
10. مساقات
11. خرید دین: قرارداری که بانک‌ها طبق آن می‌توانند اسناد و اوراق تجاری متعلق به واحدهای تولیدی، خدماتی یا بازرگانی را تنزیل کنند

## تورم، حلّال ربا
عقیده دیگر، این با محوریت این نکته مهم است که «اسکناس به خاطر اسکناس بودن» ارزشی ندارد، بلکه قدرت خریدی که به دارندة آن می‌دهد، «ارزش» آن را تعیین می‌کند، از طرفی این «ارزش» با وجود تورم، کاهش می‌یابد. پس قرض دهنده به هنگام قرض دادن، اسکناس صد تومانی را قرض می‌دهد که نماینده و معرِّف قدرت خرید صد تومان است، و به هنگام بازپس‌گیری می‌بایست به همان میزان «ارزش» و «قدرت خرید» پس بگیرد؛ و در این حد، به هیچ وجه ربا نیست.
توضیح این عقیده در چند مقدمه بیان می‌شود:
اول: پول به معنی قدرت خرید است، و اسکناس به تنهایی تکه کاغذی بوده که ارزشی ندارد. بلکه نشانه و معرِّف توانایی دارنده اسکناس بر خرید است. در واقع ارزش یک اسکناس همان مقداری است که به دارنده آن توانایی خرید می‌دهد؛ یعنی تفاوت اسکناس صد تومانی و هزار تومانی به اندازه کاغذ آن نیست بلکه در اعطای قدرت خرید به دارنده است، که اسکناس هزارتومانی به دارندة آن، توانایی بیشتری می‌دهد تا اسکناس صد تومانی.
دوم: وجود تورّم به معنی کاهش قدرت خرید به میزان تورم است؛ یعنی اگر تورم در یک سال ۲۰٪ باشد، یعنی شخص برای خرید همان چیز در سال جدید، بایستی ۲۰٪ پول اضافه پرداخت کنند. پس قدرت خرید او نسبت به گذشته ۲۰٪ کمتر شده‌است.
نتیجهٔ دو مقدمه بالا و نسبت اسکناس و تورم این است که مثلاً اگر تورمی در بین نباشد، اسکناس صد تومانی توان خریدی به دارنده آن می‌دهد که در سال بعد هم همان قدرت خرید را دارد. اما اگر میزان تورم در سال ۲۰٪ باشد، قدرت خریدِ دارندة اسکناس صد تومانی، ۲۰٪ کمتر از گذشته شده، هرچند که همان اسکناس صدتومانی را دارد.
پس دارنده اسکناس صد تومانی توان خرید چیزی را دارد که با وجود تورم ۲۰٪ در سال بعد دیگر نمی‌تواند آن را بخرد و باید ۲۰٪ روی آن بگذارد و با صد و بیست تومان آن را خریداری کند؛ یعنی صد تومان در سال گذشته با صد و بیست تومان در امسال برابری می‌کند.
حال که نسبت اسکناس و تورم روشن شد، در بحث ربا و بانک باید گفت اگر شخص صد تومان به بانک قرض بدهد یعنی «قدرت خرید» خود را به میزان صد تومان به بانک قرض داده‌است، حال بعد از گذشت یک سال که ۲۰٪ تورم داشته، قرض خود را پس می‌گیرد. اگر همان صد تومان را پس بگیرد، یعنی «قدرت خریدی» کمتر از گذشته را پس گرفته و اگر صد و بیست تومان پس بگیرد، یعنی همان «قدرت خرید» سابق که قرض داده بود را پس گرفته، نه چیزی اضافه. هرچند بر مقدار اسکناس افزوده شده، اما بر ارزش آن که چیزی نیامده است.
با بررسی روایات در فقه شیعه علی بن جعفر از برادرش امام صادق علیه السلام روایت می‌کند: «وَ سَأَلْتُهُ عَنْ رَجُلٍ أَعْطَی رَجُلًا مِائَةَ دِرْهَمٍ- عَلَی أَنْ یُعْطِیَهُ خَمْسَةَ دَرَاهِمَ أَوْ أَقَلَّ أَوْ أَکْثَرَ- قَالَ هَذَا الرِّبَا الْمَحْضُ: از شخصی سؤال پرسیدم که صد درهم به دیگری داد بر این شرط که پنج درهم کمتر یا بیشتر به او بدهد، حضرت فرمودند این ربای محض است.»
با این توضیح که صد تومانی که شخص در بانک سپرده‌گذاری کرده و به بانک داده، مثلاً به میزان ده درهم ارزش داشته‌است، اما هنگام برداشت پول و پس گرفتن با تورم ۲۰٪، اگر همان صد تومان را پس بگیرد، در نسبت به درهم، این می‌شود که مثلاً هشت درهم پس گرفته‌است. پس همان ربای محض می‌شود؛ و می‌بایست صد و بیست تومان پس بگیرد تا به همان میزان ده درهم باشد.
پس اگر بپذیریم که اسکناس صرف کاغذ بوده و ارزشی ندارد، بلکه نماینده، معرِّف و کاشف از قدرت خریدی است که به صاحبِ آن می‌دهد، و این «قدرت خرید»، ارزش آن را تعیین می‌کند. از دیگر سو، «قدرت خرید» با وجود تورم، کاهش می‌یابد. پس اگر قرض دهنده اسکناس صد تومانی را قرض داده که کاشف از قدرت خرید صد تومان است، می‌بایست به هنگام بازپس‌گیری به همان میزان پس بگیرد؛ و در این حد، به هیچ وجه ربا نیست.
در نتیجه و در تطبیق صحبت باید گفت اگر به سپرده‌ای به میزان تورم سود پرداخت شود، ربا نیست، چون در واقع سود نیست. همچنین اگر هنگام بازپس‌گیری وام، مبلغی اضافه از وام به میزان تورم دریافت شود، باز هم ربا نیست، چون بانک سودی دریافت نکرده، بلکه فقط به همان میزان که «ارزش» و «قدرت خرید» به وام‌گیرنده داده، به همان میزان پس گرفته‌است.

### فوائد دیگر
- اگر این مبنا را بپذیریم، دولت اسلامی هرچند عقود وام و سپرده‌های غیرقرض الحسنه را تحت قانون بانکداری بدون ربا تصحیح می‌کند، اما می‌بایست به فکر اصلاح دیگر خدمات بانک از جمله قرض الحسنه هم باشد. چرا که در قرض الحسنه، نمی‌بایست تورم رعایت شود و این که بگوییم به مقدار کمتری از «ارزش» و «قدرت خرید» در اختیار بانک قرار گرفته، کاملاً غلط است چون اساساً مفهوم قرض الحسنه پرداخت وام بدون دریافت سود و نوعی احسان و کمک به همنوعان و دربردارنده اجر معنوی است که ترویج این عمل خود مانع افزایش افسارگسیخته تورم در جامعه است.

پس بنابراین کسانی که می‌گویند: «در واقع وامی قرض‌الحسنه نام می‌گیرد که تورم در آن رعایت شده باشد و به میزان تورم، اضافه پس گرفته شود.» اشخاصی سودجو و منحرف هستند؛ مثلاً فرض شود شخصی در پنجاه سال قبل، خانه‌اش را به دو هزار تومان فروخت و به دیگری قرض داد. شخص مقترض بعد از پنجاه سال تصمیم می‌گیرد قرض را ادا کند. آیا طبق حکم شرعیِ فقه شیعه، می‌بایست همان مبلغ دو هزار تومان را بدهد و بیش از آن ربای حرام است؟ حتی اگر بیش از پنجاه سال ادای قرض طول بکشد قرض گیرنده و قرض دهنده حق ندارند بیشتر از مبلغ قرض الحسنه مبادله نمایند.
همین‌طور در مثل قبوض برق و آب و … اگر دیرتر از مهلت مشخص شده پرداخت شود، و بگویند «مشمول افزایش قیمت بر اساس تورم خواهد بود.» این گفتار و عمل به آن حرام است.
دولت اسلامی به دنبال تحقق بانکداری بدون ربا، حق ندارد با محاسبه تورمِ روزانه، همه دریافت‌ها و پرداخت‌های اشخاص را محاسبه و این‌گونه عمل کند.
- ازجمله مضرات دیگر احتساب تورم دربازپرداخت قرض الحسنه به بانک‌ها حذف تمامی عقود وجایگزین شدن عقد غلط به اصطلاح قرض‌الحسنه به جای آن‌ها وحذف اسناد مورد نیاز بانک‌ها درسایر عقود اسلامی است وسرانجام جایگزین شدن بانکداری غیرواقعی اسلامی است.[۹]

## ممنوعیت‌های مشترک و رایج در بانکداریاهل تشیعواهل تسنن
- کسب بهره (ربح)، مگر آنکه وام دهنده تحت شرایط ویژه‌ای که فقها تعیین می‌کنند وجهی مانند جایزه دریافت کند.
- هرگونه حالات احتکار و سوداگری در عملیات سرمایه‌گذاری و سرمایه سپاری
- هرگونه حالات قمار و «بازی» با سرمایه
- به‌کارگیری سرمایه برای تولید یا فروش الکل (به استثناء الکل بهداشتی و صنعتی)
- به‌کارگیری سرمایه در اقتصاد فحشا / فحشاگری
- به‌کارگیری سرمایه در اقتصاد پورنوگرافی
- به‌کارگیری سرمایه در اقتصاد تولید یا فروش گوشت خوک
- به‌کارگیری سرمایه در اقتصاد تولید یا فروش هرگونه جنس حرام
- مشارکت، همکاری یا مراوده با بانک‌های خارجی و غیر اسلامی که سرمایه خود را در راه‌های غیر اسلامی یا علیه اسلام به کار می‌برند

## حساب بانکی
با گشایش حساب بانکی، بانک وجوه نقد را از مشتری دریافت کرده و «نگهداری» می‌کند. آیا بانک اجازه دارد که با سرمایه مشتریان کار کند و سرمایه را به گردش در بیاورد در کشور و بانک‌های مختلف فرق می‌کند. در مواردی بسیار نادر بانک سرمایه را نگهداری می‌کند (حالت خزانه و بایگانی) و حتی اگر سرمایه در آتش‌سوزی از بین برود، بانک هیچ مسئولیتی در برابر مشتری ندارد؛ ولی در اکثر موارد، چون در ایران، بانک سرمایه دریافتی را ضمانت کرده و به جریان می‌اندازد و با آن به سایر مشتریان وام می‌پردازد. این نوع بانک‌ها به مشتری (سرمایه‌گذار) ربح نه بلکه هدیه/جایزه‌ای می‌پردازند که مقدار آن از دید رسمی نباید از پیش تعیین شود. در این رابطه نیز بانک‌ها تحت شرایط ویژه‌ای می‌توانند مبلغ جایزه را به صورت درصدی قبلاً اعلام و حتی به نحوی ضمانت کنند.

## کارت اعتباری
کارت اعتباری تحت شرایط ویژه‌ای در برخی کشورها از جمله ایران مجاز است.
آن حجم پول که در حساب مشتری موجود است و از آن با کمک کارت استفاده (برداشت) می‌شود، اشکال ندارد، ولی مبلغی که به حساب اعتبار و بدون داشتن وجه ملموس در حساب، به مشتری پرداخت می‌شود، اگر دارای شخصیت قرض باشد و بر آن سود تعلق گیرد، اصل قرض صحیح، ولی مقدار مازاد، ربح بوده و حرام است.

## چک
چک در بانکداری اسلامی مجاز است.

## سفته
سفته در بانکداری اسلامی مجاز است.

## اوراق بهادار
خرید، فروش و دخالت و بهره‌وری در رابطه با اوراق بها دار، چون سهام و اوراق قرضه در بانکداری اسلامی مجاز است.
طبق رأی وحدت رویه شماره ۸۵/۳۰/۲۰۵۱۸ شورای نگهبان معامله اوراق قرضه خلاف موازین شرعی اعلام شد